# Мотовоз 700
Мотовоз серии 700 (до 1988 года серия T 211.0) — мотовоз, выпускавшийся с 1957 по 1962 год для Československé státní dráhy.
Ходовая часть мотовоза была разработана таким образом, чтобы иметь возможность применить его на колее от 600 мм до 1676 мм
Кроме того, мотовоз экспортировался в ГДР, Китай, Болгарию, Египет, СССР, Польшу, Румынию, Албанию, Ирак, Индию, Венгрию.